# زیر دارواش
زیر دارواش (تلفظ درست: داروش) (به انگلیسی: Under the Mistletoe) نام دومین آلبوم استودیویی جاستین بیبر، خوانندهٔ کانادایی می‌باشد که در ۱ نوامبر ۲۰۱۱ (‎۱۰ آبان ۱۳۹۰) منتشر شد.
این آلبوم تا پایان سال ۲۰۱۱، بیش از ۱٬۲۴۵٬۰۰۰ نسخه در آمریکا فروش داشت و هشتمین آلبوم پرفروش سال ۲۰۱۱ در آمریکا است.
آلبوم «زیر دارواش» در هفتهٔ اول انتشارش ۲۱۰٬۰۰۰ نسخه فروخت و در همان هفته در رتبهٔ ۱ جدول بیلبورد ۲۰۰ قرار گرفت؛ به این ترتیب جاستین بیبر اولین خوانندهٔ مردی بود که آلبوم کریسمس‌اش به محض ورود به بیلبورد ۲۰۰، شماره یک می‌شد. این آلبوم سومین آلبوم جاستین است که در جدول بیلبورد ۲۰۰ شماره یک می‌شود. جاستین بیبر با این آلبوم به اولین خواننده‌ای تبدیل شد که قبل از تولد ۱۸ سالگی‌اش، ۳ آلبوم شماره یک در جدول بیلبورد ۲۰۰ دارد. (اولین آلبوم شماره یک او «دنیای من ۲٫۰» و دومین آلبوم «هرگز نگو هرگز - ریمیکس‌ها» بود)
جاستین جوان‌ترین خوانندهٔ تاریخ است که آلبوم کریسمس‌اش در جدول آمریکا شماره یک می‌شود. رکورد قبلی برای آلبوم کریسمس الویس پریسلی بود که در سال ۱۹۵۷ منتشر شد.

## مقدمه
در ۲۵ آگوست ۲۰۱۱ (‎۳ شهریور ۱۳۹۰) جاستین بیبر اعلام کرد که در اواخر سال ۲۰۱۱ اولین آلبوم کریسمس و دومین آلبوم استودیویی خود را منتشر می‌کند. در ۳۰ سپتامبر ۲۰۱۱ (‎۸ مهر ۱۳۹۰) بیبر جلد رسمی این آلبوم را نمایش داد و اطلاع داد که تا یک ماه دیگر آلبومش روانهٔ بازار می‌شود.
جاستین بیبر ترانهٔ «دارواش» را برای اولین بار در در کنسرت ۶ اکتبر «تور دنیای من» در شهر ریو دوژانیرو کشور برزیل اجرا کرد.

## معنای نام آلبوم
دارواش (Mistletoe) گیاه کوچکی است که فقط بر روی درختان رشد می‌کند و ریشهٔ خود را در تنهٔ درخت فرومی‌کند. در فرهنگ عامه مرسوم است که در زمان جشن کریسمس شخصی را در زیر این درخت ببوسند.

## تک‌آهنگ‌ها
همچنین اولین تک‌آهنگ این آلبوم با نام «دارواش» در ۱۷ اکتبر ۲۰۱۱ (‎۲۶ مهر ۱۳۹۰) و ۱۴ روز قبل از انتشار رسمی آلبوم منتشر شد.
در ۲۴ اکتبر ۲۰۱۱، اولین تک‌آهنگ تشویقی (promotional single) این آلبوم با نام «ترانهٔ کریسمس» با همراهی آشر منتشر شد.

## فهرست ترانه‌ها
فهرست ترانه‌های این آلبوم در ۵ اکتبر ۲۰۱۱ اعلام شد.
این آلبوم در دو نسخهٔ معمولی و لوکس منتشر می‌شود.
| شماره | نام                                                                                               | نویسنده(ها)                        | مدت  |
| ----- | ------------------------------------------------------------------------------------------------- | ---------------------------------- | ---- |
| ۱.    | «تنها چیزی که تا به حال از کریسمس گرفته‌ام (Only Thing I Ever Get for Christmas)»                  |                                    | nil  |
| ۲.    | «دارواش»                                                                                          | جاستین بیبر، آدم مسینگر، نصری آتوه | ۳:۰۲ |
| ۳.    | «ترانه کریسمس (The Christmas Song (Chestnuts Roasting on an Open Fire))» (با همراهی آشر)          |                                    | nil  |
| ۴.    | «بابا نوئل در حال آمدن به شهر است (Santa Claus is Coming to Town)»                                |                                    | nil  |
| ۵.    | «فا لا لا» (با همراهی بویز تو من)                                                                 |                                    | nil  |
| ۶.    | «عشق کریسمس (Christmas Love)»                                                                     | ماریا کری، والتر آفاناسیف          | nil  |
| ۷.    | «تمام چیزی که برای کریسمس می‌خوام تو هستی (All I Want for Christmas Is You)» (با همراهی ماریا کری) |                                    | nil  |
| ۸.    | «پسر درام‌زن (Drummer Boy)» (با همراهی باستا رایمز)                                                |                                    | nil  |
| ۹.    | «تمام چیزی که می‌خوام تو هستی (All I Want Is You)»                                                 |                                    | nil  |
| ۱۰.   | «شب کریسمس (Christmas Eve)»                                                                       |                                    | nil  |
| ۱۱.   | «خانهٔ این کریسمس (Home This Christmas)» (با همراهی دِ بَند پِری)                                     |                                    | nil  |

| ترانه‌های اضافی نسخهٔ لوکس | ترانه‌های اضافی نسخهٔ لوکس                     | ترانه‌های اضافی نسخهٔ لوکس                        | ترانه‌های اضافی نسخهٔ لوکس |
| شماره                    | نام                                          | نویسنده(ها)                                     | مدت                      |
| ------------------------ | -------------------------------------------- | ----------------------------------------------- | ------------------------ |
| ۱۲.                      | «فا لا لا (acapella)» (با همراهی بویز تو من) |                                                 | nil                      |
| ۱۳.                      | «شب خاموش (Silent Night)»                    |                                                 | nil                      |
| ۱۴.                      | «دعا»                                        | جاستین بیبر، آدم مسینگر، نصری آتوه، عمر مارتینز | ۳:۳۲                     |
| ۱۵.                      | «روزی در کریسمس (Someday at Christmas)»      |                                                 | nil                      |